# Рави (река)

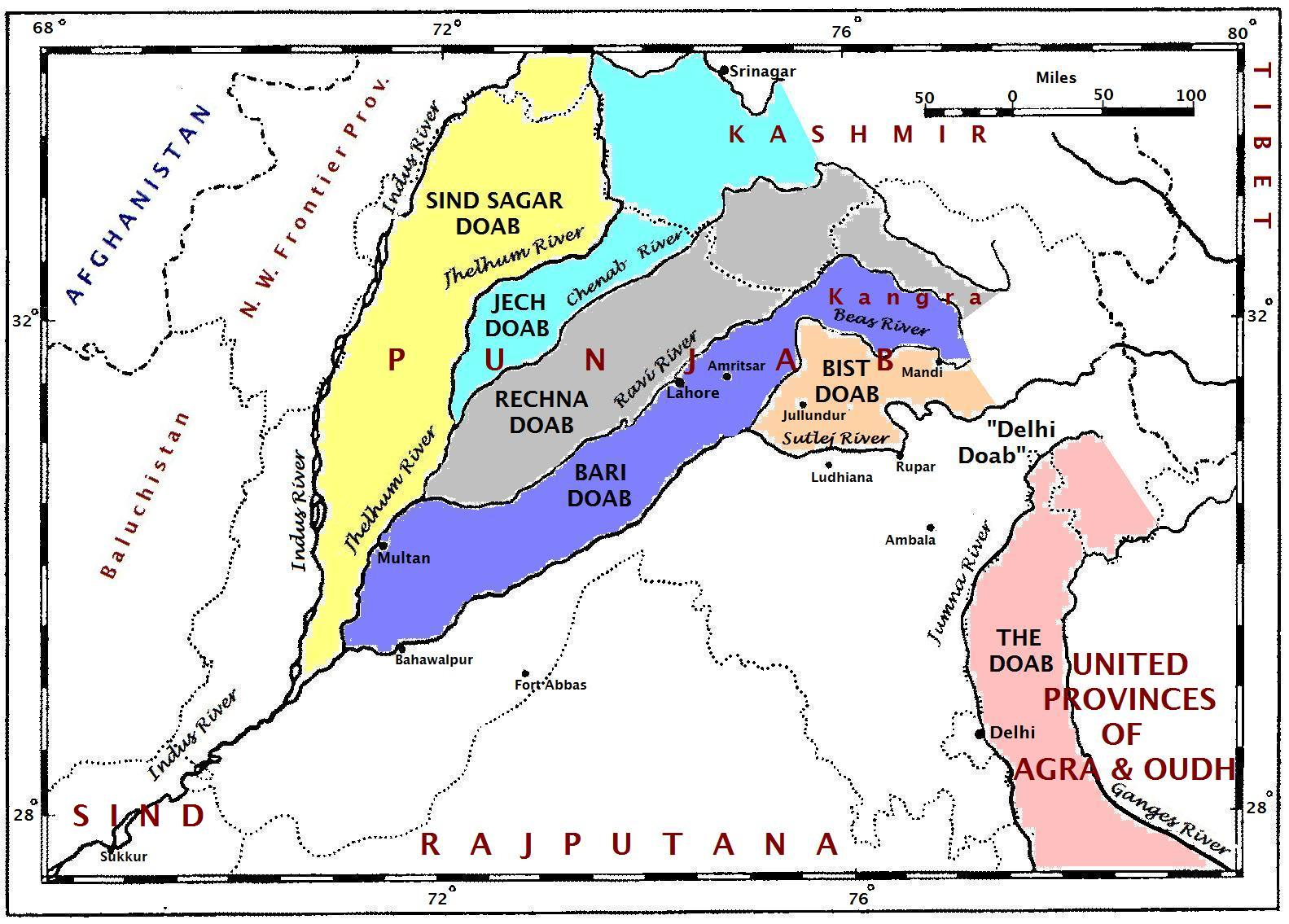

Ра́ви (хинди रावी, в.-пандж. ਰਾਵੀ, урду راوی‎) — река в Индии и Пакистане. Рави (в древности Иравати или Парушни), как одна из рек Семиречья упоминается в Ведах. Её длина составляет примерно 720 км и она является одной из рек, давших название Пенджабу.
Рави проистекает в Гималаях в индийском штате Химачал-Прадеш и течёт в северо-западном направлении. Вблизи города Чамба она поворачивает в юго-западную сторону и на протяжении нескольких километров образует индийско-пакистанскую границу, прежде чем полностью перейти на территорию Пакистана. Ниже по течению Рави впадает в реку Чинаб. Самым крупным городом на Рави является город Лахор.
Использование воды Рави урегулировано между обоими государствами в договоре под названием Indus Waters Treaty. На индийской стороне течение реки регулируют несколько плотин, поэтому в нижнем течении она иногда оказывается безводной. Плотина Ранджит-Сагар образует водохранилище.